# Die Abzocker – Eine eiskalte Affäre
Die Abzocker – Eine eiskalte Affäre (Originaltitel: The Hustle) ist ein deutsch-kanadisches Filmdrama von 2000.

## Handlung
Maya lebt in einem Wohnwagen und lebt von Gaunereien. Sie verführt Männer, während ihr Freund deren Kreditkarten raubt. Von dem zwielichtigen Pierce bekommt das Duo angeboten, den neureichen Schnösel Martin zu verführen. Dessen Frau Corinna will damit ihren Mann um sein Vermögen erpressen und es würde dafür fünfzigtausend Dollar bezahlt. Nach einer Unterredung willigt das Paar ein. Maya und Martin kommen sich nun näher, unternehmen Shopping- und Bootsausflüge, während Tony heimlich fotografieren soll. Als Maya über ein Foto ihre Ähnlichkeit mit Corinna bemerkt, wird klar, dass auch Martin ein Schwindler ist, der Maya braucht, um seinen Ehevertrag rückgängig zu machen. Gleichzeitig aber beteuert er seine entfachte Liebe zu Maya.
Pierce erschießt Corinna und wenig später kann der Ehevertrag von Maya rückgängig gemacht werden. Dann erschießt Martin seinen Kumpel und Mitwisser Pierce, der mehr Geld wollte. Maya macht den Ehevertrag erneut rückgängig, um Rechte an Martins Vermögen zu erlangen. Als Polizisten auftauchen, sagt sie aus, dass sie eine Affaire mit Pierce hatte und Martin ihn erschossen hat. Beweisfotos von Tony untermauern ihre Aussage und Martin wird abgeführt. Bei einem letzten Treffen verabschieden sich das ehemalige Paar Maya und Tony. Sie fährt mit ihrem neuen Cabrio davon.

## Kritik
„Außer der ebenso talentierten wie attraktiven Bobbie Phillips hat der mit Thriller-Klischees vollgepackte Film nicht viel zu bieten.“